# Pokus o útěk
Pokus o útěk (1962, Попытка к бегству) je vědeckofantastická novela ruských sovětských spisovatelů bratrů Strugackých, odehrávající se ve 22. století v tzv. Světě Poledne. V novele se řeší jednak otázka, zda vyspělejší rasa může zasahovat na planetě s civilizací na nižší úrovni vývoje s cílem tento vývoj ovlivnit, jednak středověká podstata fašismu. Poukazuje se na to, že překonání temné vášně pro násilí bude vyžadovat snad celá staletí, než konečně zvítězí rozum a lidskost.

## Obsah novely
Dva studenti, Anton a Vadim, chtějí roku 2141 letět na rekreační planetu Pandora. Ještě před odletem se seznámí se zvláštním člověkem, který se jmenuje Saul Repin a který je přesvědčí, aby ho vzali na nějakou neznámou planetu. Rozhodnou se ji hledat v systému CS-7031, kde by se podle Leonida Gorkovského mohly najít stopy po tajemné supercivilizaci Poutníků.
Po skoku hyperprostorem pak najdou planetu podobnou Zemi, kterou nazvou Saula podle Repina a na které najdou lidskou civilizací na úrovni raného středověku. Panuje zde krutý útlak a obrovské sociální rozdíly. Cestovatelé zde najdou i stopy po Poutnících. Jde o tzv. věčné stroje, jejichž nekonečná kolona jede po perfektní asi osmdesát kilometrů dlouhé silnici od severu na jih. Vyjíždějí z obrovského kráteru plného těžkého a hustého kouře a do podobného kráteru zase zajíždějí. Lidé na Saule mají legendu o tom, že stroje jsou na planetě od počátku vesmíru a jsou tak pro ně symbolem věčnosti. I svého panovníka nazývají Veliký a mocný Útes, zářící Drahokam s nohou na nebi, který bude žít, dokud nezmizí stroje.
Cestovatelé brzy také objeví jakýsi koncentrační tábor, kde se v nelidských podmínkách snaží věznění lidé uvést některé z nějakého důvodu vyřazené stroje do pohybu. Podle jednoho ze strážců z tábora, kterého se jim podaří chytit, jde o zločince. Přes veškerou snahu o nějaké dorozumění dojde nakonec k ozbrojenému konfliktu s klanem místních vládců, který vyvolá Saul. 
Po návratu na Zemi Saul záhadně zmizí. Nechá však pro oba mladíky dopis, ze kterého plyne, že Saul se do Světa Poledne přenesl z minulosti (není vysvětleno jak), kde byl vězněm v nacistickém koncentračním táboře. Je to ve skutečnosti důstojník tankového vojska Rudé armády, který byl zajat Němci u Rževa. Zorganizoval vzpouru v táboře, a když mu docházely náboje, uprchl do budoucnosti. Nyní se za svou dezerci zastyděl a vrátil se zpět. V epilogu novely se dozvídáme, že byl Němci po svém návratu v boji zastřelen.
Nikde v dalších textech bratrů Strugackých není zmínka o tom, že by na Saulu byli vysláni nějací progresoři. Komise pro kontakty s jinými civilizacemi (Komkon) zřejmě rozhodla, že do vývoje na planete se nemá žádným způsobem zasahovat.  

## Česká vydání
- Pokus o útěk, vydáno v antologii Experiment člověk, Svoboda, Praha 1983, přeložil Oldřich Uličný.